# Кухдоман (Лахш)
Кухдоман (тадж. Кӯҳдоман, до марта 2022 г. — Карчин) — село в сельском джамоате Навруз Лахшского района. Расстояние от села до центра района (пгт Вахдат) — 2 км, до центра джамоата (село Сариосиёб) — 1 км. Население — 1117 человек (2017 г.), таджики и киргизы. Население в основном занято сельским хозяйством.

## Этимология
Нынешнее название кӯҳдоман с таджикского означает окологорный.